# La Ilustración Gallega y Asturiana
La Ilustración de Galicia y Asturias, després coneguda com La Ilustración Gallega y Asturiana i finalment com a La Ilustración Cantábrica fou una revista il·lustrada editada a Madrid entre 1878 i 1882.
El propietari fou Alejandro Chao Fernández, la part literària era dirigida per l'intel·lectual galleguista Manuel Murguía l l'artística per José Fernández Cuevas (1844-1923) i administrada per Luis Taboada. Es tractava d'una publicació multilingüe, editada en gallec, asturlleonès i castellà.
El primer número, amb els dos primers títols, v a sortir el 15 de juny de 1878 i així va seguint sortint durant aquell any. El 10 de gener de 1879 aparegué amb el títol La Ilustración Gallega y Asturiana, passant de tenir una periodicitat quinzenal a desenal. Més tard, el 8 de gener de 1882, passa a denominar-se La Ilustración Cantábrica, deixant de publicar-se, definitivament, aquell mateix any.
Hi publicaren textos autors com Rosalía, Eduardo Pondal o Manuel Curros Enríquez. A més, en les seves pàgines va sortir la primera novel·la en gallec, Majina ou a filla espúrea, de Marcial Valladares Núñez.